# بوق اشغال
بوق اشغال در مکالمه راه دور صدا یا علامتی دیداری است که به کسی که می‌خواهد تماس بگیرد اعلام می‌کند که تماس تلفنی برقرار نمی‌شود.